# Senesino
Francesco Bernardi, noto anche con il soprannome di Senesino (Siena, 31 ottobre 1686 – Siena, 27 novembre 1758), è stato un cantante castrato italiano (contralto), ricordato oggi soprattutto per la sua lunga collaborazione con il compositore Georg Friedrich Händel.

## Biografia

### Giovinezza e carriera
Francesco Bernardi era il figlio di un barbiere di Siena (da cui il suo nome d'arte). 
Entrò nel coro della cattedrale nel 1695 e venne castrato all'età relativamente tarda di 13 anni. Il suo debutto ebbe luogo a Venezia nel 1707 e nel 1708 al Teatro San Cassiano canta nella prima assoluta di Astarto di Tomaso Albinoni con Giovanna Albertini "la Reggiana" e Domenico Cecchi "Cortona".
Nel decennio successivo conquistò la fama a livello europeo e, al momento in cui cantò a Dresda nel Giove in Argo di Antonio Lotti nel 1717, guadagnava un salario considerevole.
La sua recitazione non era eccellente, ma le sue doti vocali erano generalmente lodate; nel 1719 il compositore Johann Joachim Quantz lo ascoltò nella prima assoluta di Teofane di Lotti con Margherita Durastanti, Vittoria Tesi e Giuseppe Maria Boschi a Dresda per le nozze di Augusto III di Polonia con Maria Giuseppa d'Austria di quell'anno ed affermò: «Aveva una potente, chiara, uniforme e dolce voce di contralto, con un'intonazione perfetta e un vibrato eccellente. Il suo modo di cantare era ammirevole e la sua elocuzione impareggiabile. Cantava gli allegro con grande fuoco e faceva rapidi gorgheggi di petto con una tecnica articolata e piacevole. Il suo contegno era adatto al palcoscenico, e la sua azione naturale e nobile. A queste qualità egli univa una figura imponente e maestosa; ma il suo aspetto e portamento lo rendevano più adatto alla parte dell'eroe che a quella dell'innamorato».

### Senesino e Händel

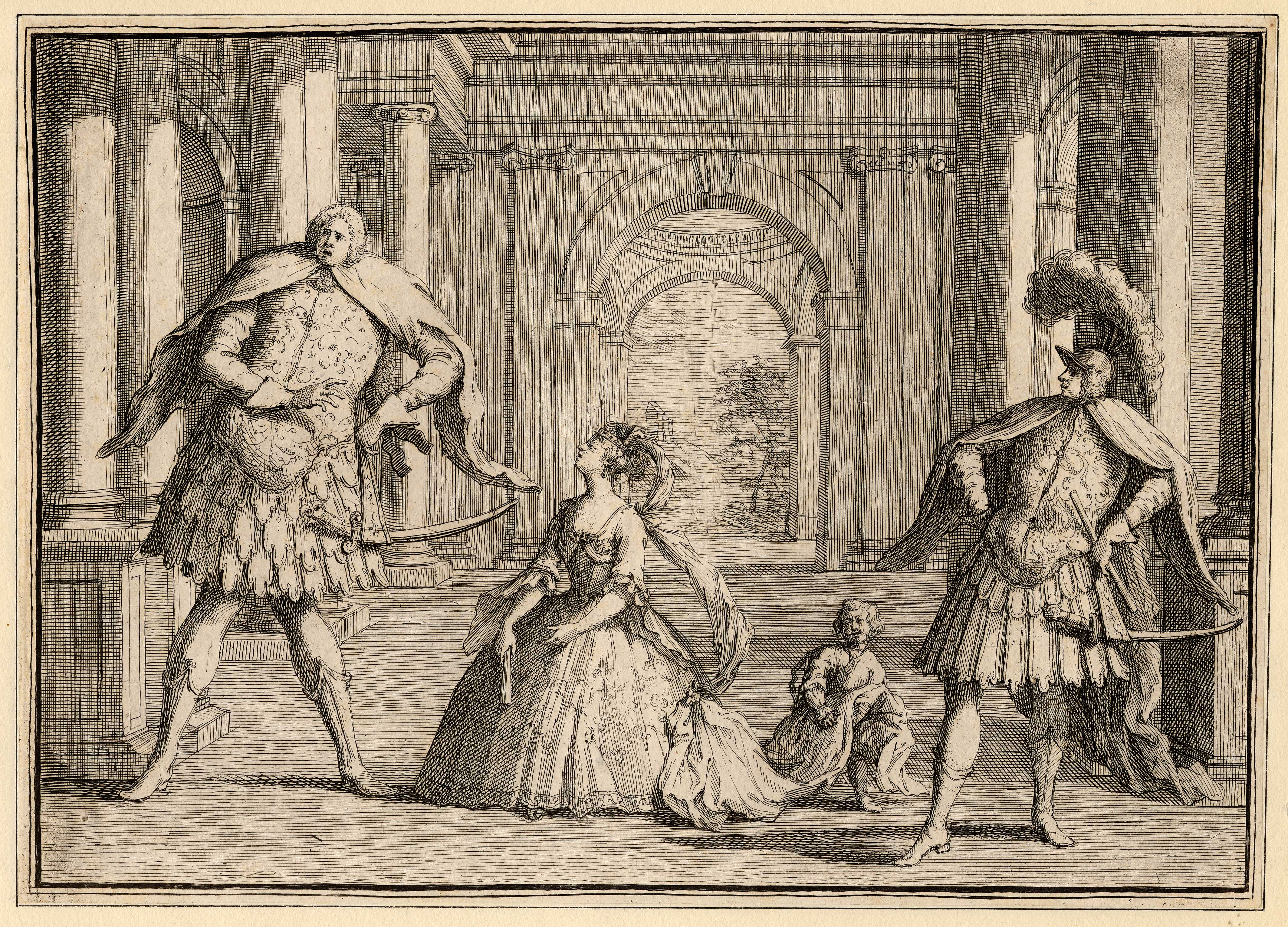
Caricatura di una rappresentazione del Flavio di Händel, con il Senesino (a sinistra, noto per la sua enorme statura), il soprano Francesca Cuzzoni, il castrato Gaetano Berenstadt

A seguito di una disputa con il compositore della corte sassone Heinichen nel 1720, che portò alle sue dimissioni, Senesino venne scritturato da Händel come primo uomo della sua compagnia, la Royal Academy of Music. 
Fece la sua prima apparizione a Londra il 19 novembre nell'Astarto di Bononcini al His Majesty's Theatre seguita da una ripresa del Radamisto il 28 dicembre, e il suo compenso nelle fonti oscilla fra le 2000 e le 3000 ghinee, entrambe somme ingenti.
Senesino rimase nella capitale inglese per la maggior parte dei successivi sedici anni, durante i quali strinse rapporti di amicizia con vari esponenti dell'alta società come il duca di Chandos, Lord Burlington e il pittore William Kent, e si dedicò a collezionare dipinti, libri rari, strumenti scientifici e altri tesori.
Ancora a Londra nel 1721 è il protagonista della prima assoluta di Il Floridante di Händel, nel 1722 il protagonista in Crispo di Giovanni Bononcini, canta nella prima assoluta di Griselda di Bononcini, nel 1723 il protagonista nelle prime assolute di Ottone, re di Germania di Händel con Francesca Cuzzoni e Gaetano Berenstadt e di Flavio, e nel 1724 canta nella prima assoluta di Vespasiano di Attilio Ariosti.
Sebbene sia stato il protagonista in 17 opere di Händel (tra cui il protagonista della prima assoluta di Giulio Cesare nel 1724, Orlando nel 1733 e Bertarido nella prima assoluta di Rodelinda nel 1725), il suo rapporto con il compositore fu spesso burrascoso, come riporta il  primo biografo del sassone, Mainwaring. Nonostante ciò canta nelle première delle opere di Händel Tamerlano nel 1724, Scipione e Alessandro (di cui è protagonista alla prima assoluta) nel 1726, di Admeto e Riccardo Primo, Re d'Inghilterra con Faustina Bordoni nel 1727, e infine Siroe e Tolomeo nel 1728.
Dopo lo scioglimento della Royal Academy di Händel nel 1728, Senesino cantò a Parigi in quello stesso anno e a Venezia nel successivo, ma fu di nuovo scritturato da Händel nel 1730 per il quale cantò nelle sue nuove opere Partenope con Anna Maria Strada, Antonio Bernacchi ed Annibale Pio Fabri, Poro, re delle Indie e Rinaldo nel 1731, ed Ezio e Sosarme, re di Media nel 1732, nonché negli oratori Esther e Deborah nel 1733 e nella versione  bilingue Acis and Galatea nel 1732.
La sua antipatia per Händel arrivò al punto che, nel 1733, Senesino si unì alla rivale Opera della Nobiltà per l'inaugurazione nel dicembre al Lincoln's Inn Fields con la prima di Arianna in Nasso di Nicola Porpora. In questo modo poté cantare a fianco del grande soprano Farinelli, e il loro incontro sul palcoscenico nel pasticcio Artaserse originò il famoso episodio narrato dal musicologo Charles Burney: «Senesino aveva la parte di un crudele tiranno, e Farinelli quella di uno sfortunato eroe in catene; ma, nel corso della prima aria, il prigioniero intenerì a tal punto il cuore del tiranno con il suo canto, che Senesino, dimentico del suo personaggio, corse verso Farinelli e lo abbracciò».
Nell'aprile 1736 canta Sing unto God, ye Kingdoms of the Earth per le nozze di Federico, principe del Galles con Augusta di Sassonia-Gotha-Altenburg nella cappella reale del Palazzo di St. James, e in maggio la prima di La festa d'Imeneo di Porpora.

### Ritorno in Italia e ritiro

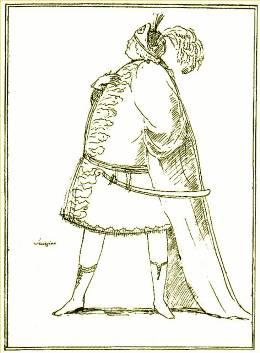
Caricatura del Senesino

Senesino lasciò l'Inghilterra nel 1736 e comparve in alcune altre produzioni in Italia: cantò nel Teatro Regio di Torino il 26 dicembre 1736 nella prima assoluta di Demetrio di Geminiano Giacomelli e nel gennaio 1737 nella prima di Eumene di Giovanni Antonio Giaj, a Firenze dal 1737 al 1739, quindi al Teatro San Carlo di Napoli quando nel dicembre 1738 canta nella prima di Le nozze di Teti e Peleo di Domenico Sarro con la Tesi, e nel 1739 La Partenope di Sarro con Angelo Amorevoli e Adriano in Siria di Giovanni Alberto Ristori per cui rimane fino al 1740; il suo ultimo ruolo fu ne Il trionfo di Camilla di Nicola Porpora sempre al Teatro San Carlo. A quest'epoca, la grande stagione dei castrati stava volgendo al termine e il suo stile di canto veniva considerato dal pubblico piuttosto antiquato.
Si ritirò dalle scene e andò a vivere nella sua città natale, in una lussuosa casa di campagna arredata in stile inglese, dove aveva un servitore nero, una scimmietta e un pappagallo. Aveva una personalità eccentrica e non facile, e gli ultimi anni della sua vita furono tormentati da dispute con gli altri membri della sua famiglia, in particolare con il nipote ed erede Giuseppe.